# Musaranya del mont Carmen
La musaranya del mont Carmen (Sorex milleri) és una espècie de musaranya endèmica de Mèxic. Habita els boscos situats a altituds d'entre 2.400 i 3.700 msnm.